# Nokia 808

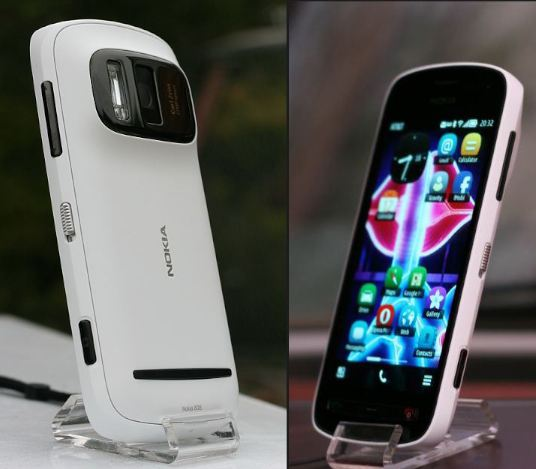
Nokia 808

Nokia 808 PureView var en Symbian-driven smartphone som var en av de då mest avancerade mobiltelefonerna vid lanseringen 2012. Utmärkande för telefonen var dess kamera, med 41 megapixlar. 
Nokia 808 PureView presenterades för första gången 27 februari 2012 på Mobile World Congress och var unik på flera områden.
Nokia 808 PureView är den enda telefonen som haft en kamera med 41 megapixlar.[källa behövs] Genom kombinationen av en 1 GHz single-core processor med en grafisk enhetsprocessor och en avbildningsprocessor skapades den bästa kameran som någonsin funnits i en telefon. Kameran hade 2012 de mest avancerade kamerafunktionerna på marknaden; manuell valbar ISO-känslighet 50-1600, exponeringsvariation och fem vitbalansinställningar. Nokia 808 PureView var även först att presentera Nokia Pureview Pro-teknik, en pixelteknik som förändrade bildernas upplösning från en högre upplösning till en lägre upplösning. På så sätt fick bilderna högre ljuskänslighet och möjliggjorde en förlustfri zoom. Telefonens sensor är den högsta upplösningssensorn som någonsin har använts i en kameratelefon.

## Priser
Nokia 808 PureView vann pris för “Bästa nya telefon, enhet eller surfplatta” på Mobile World Congress 2012 och priset för bästa bildinnovation för 2012 från Technical Image Press Association. Telefonen förärades även en Gold Award av Digital Photography Review.

## Övriga funktioner
I telefonen finns Xenon-blixt och LED-fotolampa. Xenon-blixten används för stillbilder i sämre ljusförhållanden och LED-lampan för videoinspelning i mörker. Telefonen har även 1080p Full HD-videoinspelning med upp till 4x förlustfri zoom. Nokia 808 är världens första enhet att inkludera Nokia Richs inspelningsfunktion, som kombinerar en unik digital mikrofonteknik med telefonens algoritmer för att spela in förvrängningsfritt stereoljud vid nivåer på upp till 140 dB.

## Kritik
Nokia 808:s styrka låg i möjligheten att ta överlägsna foton med stor detaljrikedom; kameran kunde fånga upp små texter på papperslappar på ett antal meters avstånd. Den kunde dock inte användas till mycket mer. Eftersom den hade Symbian Belle kunde appar från Google Play inte installeras och webbläsaren var föråldrad. Nokia 808 beskrivs ofta som mobilen med bästa kameran men med föråldrat system. Många konsumenter valde därför bort Nokia 808 till förmån för Iphones eller Samsung Galaxys. Nokia 808 skulle komma att beskrivas som Nokias ödesstund.

### Symbian-drivna telefoner läggs ner
Den 24 januari 2013 bekräftade Nokia officiellt att Nokia 808 PureView skulle vara deras sista smartphone som var Symbian-driven. I juli 2013 släppte Nokia Lumia 1020, en efterföljare med Windows Phone-operativsystem.

## Tekniska specifikationer
- System: Symbian Belle (med Feature Pack 1)
- Skärm: 4,0 tum kapacitiv AMOLED-pekskärm med 360 x 640 pixlar
- Trådlösa nätverk: GSM, WCDMA och WLAN 11 b/g/n
- Bluetooth: ja, version 3.0 (med A2DP och AVRCP)
- USB: ja, micro-USB (med stöd för USB On-the-go och USB Mass Storage)
- HDMI: ja
- 3,5 mm ljud: ja
- FM-radio: ja (även sändare)
- Kamera, bak (stillbilder): 41 megapixel-sensor med Xenon-blixt, Carl Zeiss-optik och autofokus.
- Kamera, bak (video): 1080p-inspelning med LED-fotolampa, Carl Zeiss-optik och autofokus.
- Kamera, fram: 640 x 480 pixlar för både stillbilder och videoinspelning
- Processor: 1,3 GHz ARM
- Internminne: 512 MB RAM
- Flashminne: 16 GB
- Minneskortplats: ja (microSD)
- GPS: ja (A-GPS)

## Recensioner och betyg
Nokia 808 får lågt betyg för dess brister i mjukvara (till exempel inte tillgång till bra sökmotor)..
Nästa modell som Nokia gjorde, Nokia 1020, hade bättre mjukvara än 808 men sämre kamera.